# Renate de Jong-Meyer
Renate de Jong-Meyer,  (* 8. September 1947 in Bad Neuenahr) ist eine deutsche Psychologin und Hochschullehrerin.

## Ausbildung und beruflicher Werdegang
Nach Erwerb des Abiturs 1966 studierte sie bis 1971 Diplom-Psychologie an der Rheinischen Friedrich-Wilhelms-Universität Bonn.
Von 1971 bis 1973 war sie Stipendiatin, ab 1973 wissenschaftliche Assistentin am Max-Planck-Institut für Psychiatrie in München. 1975 wurde de Jong-Meyer an der Ludwig-Maximilians-Universität München (LMU) zum Dr. phil. mit dem Dissertationsthema Die Wiedererkennleistung Schizophrener, Hirnorganiker und Normaler unter verschiedenen Schwierigkeits-, Übungs- und Materialbedingungen promoviert. 1982 bis 1983 verbrachte sie einen von der Max-Planck-Gesellschaft finanzierten Auslandsaufenthalt am National Institute of Mental Health (NIMH) in Bethesda, Maryland. 1983 erfolgte die Habilitation mit dem Thema Neurotische Depression und die Wirksamkeit psychologischer Therapien an der LMU München. Damit erwarb sie die Lehrbefähigung für das Fach Klinische Psychologie. 1984 folgte sie einem Ruf als Universitätsprofessorin (C3) für Klinische Psychologie an der Westfälischen Wilhelms-Universität Münster. Seit 1990 verfügt sie über die Supervisionsberechtigung Verhaltenstherapie; 1999 erwarb sie die Approbation und den Fachkundenachweis Verhaltenstherapie.

## Werke
- Zielaktivierung und Zielklärung im psychotherapeutischen Prozess, Koautoren Bernhard M Schroer, Arno Fuhrmann, Tübingen : Dgvt-Verl., 2010
- Evidenzbasierte Leitlinie zur Psychotherapie Affektiver Störungen, Koautoren: Martin Hautzinger, Christine Kühner und Elisabeth Schramm, von Hogrefe Verlag (Mai 2007)
- Rückfälle bei Alkoholabhängigen, München : Röttger, 1993
- Der Beitrag psychologischer Konzepte zum Verständnis depressiver Erkrankungen, Psychologisches Inst. I, 1992 Verlagsmeldung
- Neurotische Depression und psychologische Therapie Frankfurt am Main : Lang, 1987
- Verhaltensmodifikation bei Depressionen, München, Wien, Baltimore : Urban und Schwarzenberg, 1980
- Ein verhaltenstherapeutisches Stufenprogramm zur stationären Behandlung von Drogenabhängigen München : Röttger, 1978
- Verhaltenstherapie des Übergewichts, Koautoren Roman Ferstl und Johannes C Brengelmann . - Stuttgart, Berlin, Köln, Mainz, Kohlhammer, 1978
- Die Wiedererkennleistung Schizophrener, Hirnorganiker und Normaler unter verschiedenen Schwierigkeits-, Übungs- und Materialbedingungen,  1975

## Wissenschaftliche Veröffentlichungen
De Jong-Meyer verfasst regelmäßig Beiträge in nachfolgenden Periodika:
- Zeitschrift für Klinische Psychologie und Psychotherapie
- Verhaltensmodifikation und Verhaltensmedizin
- Journal of Psychophysiology
- Psychologische Rundschau
- Sucht
- Zeitschrift für Klinische Psychologie, Psychiatrie und Psychotherapie

## Herausgeberschaften
Seit 1985 ist sie Mitherausgeberin der Publikationsreihen Ergebnisse aus der psychologischen Forschung und Praxis, Wissenschaftliche Grundlagen aus der psychologischen Forschung, Therapeutische Unterlagen und Hilfen für Fachleute, Klienten und Betroffene des Gerhard-Röttger-Verlages in München.

## Mitgliedschaften
De Jong-Meyer ist Mitglied der Deutschen Gesellschaft für Psychologie (DGPs), der Sektion Klinische Psychologie der DGPs, des
Berufsverbandes Deutscher Psychologen (BDP), der Deutschen Gesellschaft für Verhaltensmedizin und Verhaltensmodifikation (DGVM) und der Deutschen Gesellschaft für Suchtforschung und Suchttherapie.